# コルノ・ディ・ロザッツォ
コルノ・ディ・ロザッツォ（伊: Corno di Rosazzo）は、イタリア共和国フリウリ＝ヴェネツィア・ジュリア州ウーディネ県にある、人口約3,100人の基礎自治体（コムーネ）。

## 地理

### 位置・広がり

#### 隣接コムーネ
隣接するコムーネは以下の通り。括弧内のGOはゴリツィア県所属を示す。
- チヴィダーレ・デル・フリウーリ
- コルモンス (GO)
- ドレーニャ・デル・コッリオ (GO)
- マンツァーノ
- プレマリアッコ
- プレポット
- サン・ジョヴァンニ・アル・ナティゾーネ

### 気候分類・地震分類
コルノ・ディ・ロザッツォにおけるイタリアの気候分類 (it) および度日は、zona E, 2340 GGである。
また、イタリアの地震リスク階級 (it) では、zona 2 (sismicità media) に分類される。

## 行政

### 分離集落
コルノ・ディ・ロザッツォには、以下の分離集落（フラツィオーネ）がある。
- Casali Cumini, Casali Gallo, Casali Godia, Gramogliano, Noax, Quattroventi, Sant'Andrat del Judrio, Visinale del Judrio